# Charles Goodnight
Charles Goodnight (5 mars 1836 – 12 décembre 1929) était un éleveur de bétail et un propriétaire de ranch de l'Ouest américain. Il est né dans l'État de l'Illinois. Il arrive au Texas en 1846 et débute comme cow-boy en 1856. Il combat les Indiens comanches, puis il rejoint les Texas Rangers. Au début de la guerre de Sécession, il rejoint les confédérés. Une fois le conflit terminé, il conduit du bétail du Texas vers le nord et il met au point le chuckwagon. En 1866, il avait chargé une diligence de l'armée de tout ce dont les cow-boys faisant route vers l'Ouest avaient besoin pour se sustenter : haricots secs, farine de maïs, viande séchée, café… l'ancêtre du camion-restaurant était né. Le 26 juillet 1870, il épouse Mary Ann (Molly) Dyer, une institutrice de Weatherford au Texas.

## Dans la culture populaire
Il apparait dans la série 1883.